# Brăduț, Covasna
Brăduț (maghiară Bardóc) este satul de reședință al comunei cu același nume din județul Covasna, Transilvania, România.

## Așezare
Localitatea Brăduț este situată în nordul județului, în Depresiunea Baraolt, la o altitudine de 505 m, pe cursul superior al râului Cormoș, pe drumul județean ce leagă localitatea Tălișoara de Filia, la o distanță de 58 de km. față de municipiul Sfântu Gheorghe.

## Scurt istoric
Prima atestare documentară datează din anul 1332, însă descoperirile arheologice făcute pe teritoriul localității aduc dovezi materiale ale unor locuiri încă mult înainte, astfel, în anul 1935, din albia văii Agriș, au fost adunate patru obiecte din opal în formă de topor, un vărf de lance și 17 lame de silex, atribuite paleoliticului (determinare nesigură). La 4 km. de Brăduț, pe platoul "Dealului Rotund" și pe "Dealul cu Cioturi" se găsește un complex tumular, fomat din 18 tumuli din epoca bronzului timpuriu, cultura Scheneckenberg B. În mantaua acestor tumuli, în unele a fost descoperit un strat negru cu material ceramic apașinând culturii Boian, faza Giulești, iar în altele fragmente ceramice aparținând culturii Coțofeni. Pe partea nordică a "Dealului Rotund" se află un complex ritual di epoca bronzului târziu, cultura Noua I. Din alte locuri mai provin un cuțit de iaspis galben, așchii de cvarț și opal, o secure de piatră (cultura Coțofeni), un obiect ascuțit de tuf trahitic și fragmente de ceramică semiarsă.

## Economie
Economia așezării este una predominant agricolă, bazată pe cultura plantelor și creșterea animalelor.

## Atracții turistice
- Biserica Reformată
- Casa Memorială József Benkő